# ТЕС Баркалдайн
ТЕС Баркалдайн – теплова електростанція у австралійському штаті Квінсленд.
В 1995 році на майданчику станції ввели в дію встановлену на роботу у відкритому циклі газову турбіну потужністю 37 МВт. У 1999-му додатково встановили котел-утилізатор та парову турбіну потужністю 18 МВт, що дозволило створити парогазовий блок комбінованого циклу. 
Не пізніше 2014-го парову турбіну вивели з експлуатації та виставили на продаж, після чого газова турбіна продовжила діяти у відкритому циклі.
Як паливо станція використовує природний газ, що надходить трубопроводу Чіпі – Баркалдайн.
В 2024-му оголосили, що в 2026 році планується запустити ще одну генераторну установку потужністю 30 МВт, яка за потреби зможе перейти на водень (з подачею останнього по тому ж трубопроводу).
Видача продукції відбувається під напругою 132 кВ.